# Kozlay Jenő
Kozlay Jenő (eredeti neve: Kecskés vagy Kozik; angolul: Eugene Arthur Kozlay) (Jászladány, 1826 – New York, 1883. április 1.) magyar honvédtiszt, az amerikai polgárháború tiszteletbeli (Brevet) dandártábornoka.

## Életpályája
Evangélikus családban született, gyermekkéveit Acsán töltötte. Jogot tanult Pesten, tanulmányait hátra hagyva az 1848–49-es forradalom és szabadságharc szolgálatába állt, élelmezési tisztként töltött be fontos szerepet a magyar honvédelemben. Asbóth Sándor „hadírnoka” lett, majd február 1-jén Mészáros Lázár, a Honvédelmi Bizottmány tagja hadnagyi rangban a tartalék sereg „segédpénztárnokává” nevezte ki. Részt vett a tavaszi hadjáratban az Asbóth-hadosztály, majd a II. hadtest hadipénztári tisztjeként. Június végén hadtestével együtt a komáromi csaták helyszínére került. 1849. július 28-án Klapka tábornoktól megkapta számfeletti főhadnaggyá való kinevezését. Szeptember 22-től a 25. honvédzászlóalj élelmező tisztje lett. A magyar honvédek Klapka Györggyel az élükön hősies utóvédharcot folytattak Komáromban. Klapka a túlerő előtt úgy tette le a fegyvert, hogy katonáinak szabad elvonulást biztosítson. Így menekült meg Kozlay Jenő is, aki számos társával együtt Amerikába emigrált.
1850-ben érkezett Amerikába, állampolgárságért folyamodott, 1855-ben megkapta. New Orleansban, majd New Yorkban is a kereskedelemben dolgozott, a New York-i Vámház alkalmazta, mint kifizetési hivatalnokot, mellette jogi tanulmányokat folytatott.
Az amerikai polgárháború kezdetén, megszervezte 54. New York-i önkéntes gyalogezredet, amelynek beceneve a Schwarze Jäger („fekete vadászok”) volt. Felállítása közben saját keresetét is az ezred fizetésére használta fel. Az ezredben tisztek csoportja fegyelmezetlen kicsapongásba feledkezett, ivott és szerencsejátékokat űzött. Az emiatt kitörő ellenségeskedés következtében Kozlay 1861. november 20-án benyújtotta a leszerelési kérelmét. Decemberben Hillhouse tábornok az ezredet szolgálatra alkalmatlan állapotban találta és levélben visszahívta alakulatához Kozlayt. Vezetése alatt az ezred számos ütközetben vett részt, amelyekben még a polgárháború elején súlyos veszteségeket szenvedtek az unionisták, köztük Cross Keys-i (1862. június 8.), és a második manassasi ütközetben. 1863. május 1-3. közt vívott chancellorsville-i ütközetben az 54. számú New York-i ezred a XI. hadtest jobbszárnyát képezte, 1863-ban a gettysburgi csatában (július 1-3.) is hasonló feladatokat látott el, itt már az első nap végén vissza kellett vonulniok, mert elfogyott a lőszerük, s számos közlegény, sőt tisztek is a konföderáltak fogságába kerültek, köztük Kovács István, Szabad Imre. Kozlay legtöbb szolgálatot Franz Sigel tábornok hadtestében teljesített. Nagy érdemeket szerzett azon visszaélések leleplezésében, amelyet ezredének egyes magasabb rangú tisztjei követtek el. 1864. március 19-én ezredparancsnok lett. Érdemes szolgálataira való tekintettel 1865. március 13-án tiszteletbeli (Brevet) brigadéros-tábornokká nevezték ki. 1866. április 14-én szerelt le ezredével együtt.

## Élete a polgárháború után
A polgárháború után Brooklynban élt, továbbra is a Vámházban dolgozott, majd különböző városi állásokat töltött be, volt műszaki rajzoló, térképész, földmérő, később a Coney Island-i Közlekedési Vállalat főmérnöke lett, beszállt a Brooklyni Magasvasút tervezésébe, de annak elkészültét már nem érte meg. A polgárháború után családot alapított, el-eljárt a New York-i Magyar Egyletbe. Lányai  (Emma Flora, Clara Louisa és Bertha) már csak angolul beszéltek, de természetesen magyar származásukkal tisztában voltak. Fia, Charles Meeker Kozlay (1871-1924) sikeres könyvkiadót és nyomdát működtetett, ő volt az egyik híres kortárs író, Bret Harte (1836-1902) patrónusa. Kozlay Jenő 1883. április 1-jén halt meg brooklyni otthonában.

## Emlékezete
Sírja Brooklinban van, az Evergreens temetőben. Szülőhelyén, Jászladányban 2010. március 15-én emléktáblát avattak tiszteletére az általános iskola falán.